# Communauté de communes Sud-Hérault
La Communauté de communes Sud-Hérault es una estructura intermunicipal francesa, situada en el departamento de Hérault y la región Occitania.

## Composición
La Communauté de communes Sud-Hérault se compone de 17 municipios:

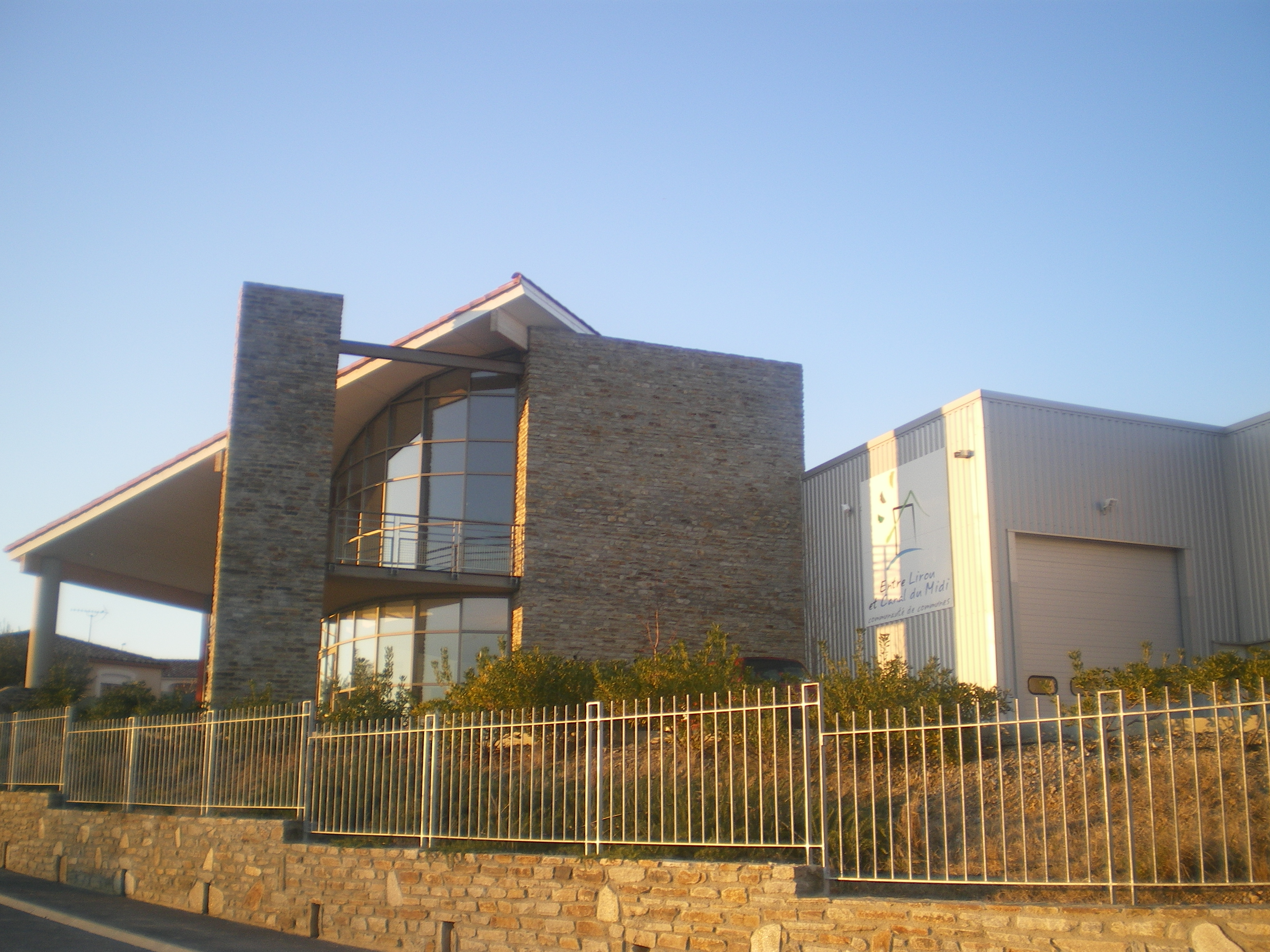
Sede de la comunidad en Puisserguier

1. Puisserguier
2. Assignan
3. Babeau-Bouldoux
4. Capestang
5. Cazedarnes
6. Cébazan
7. Cessenon-sur-Orb
8. Creissan
9. Cruzy
10. Montels
11. Montouliers
12. Pierrerue
13. Poilhes
14. Prades-sur-Vernazobre
15. Quarante
16. Saint-Chinian
17. Villespassans